# Evangelische Stadtkirche (Grünberg)

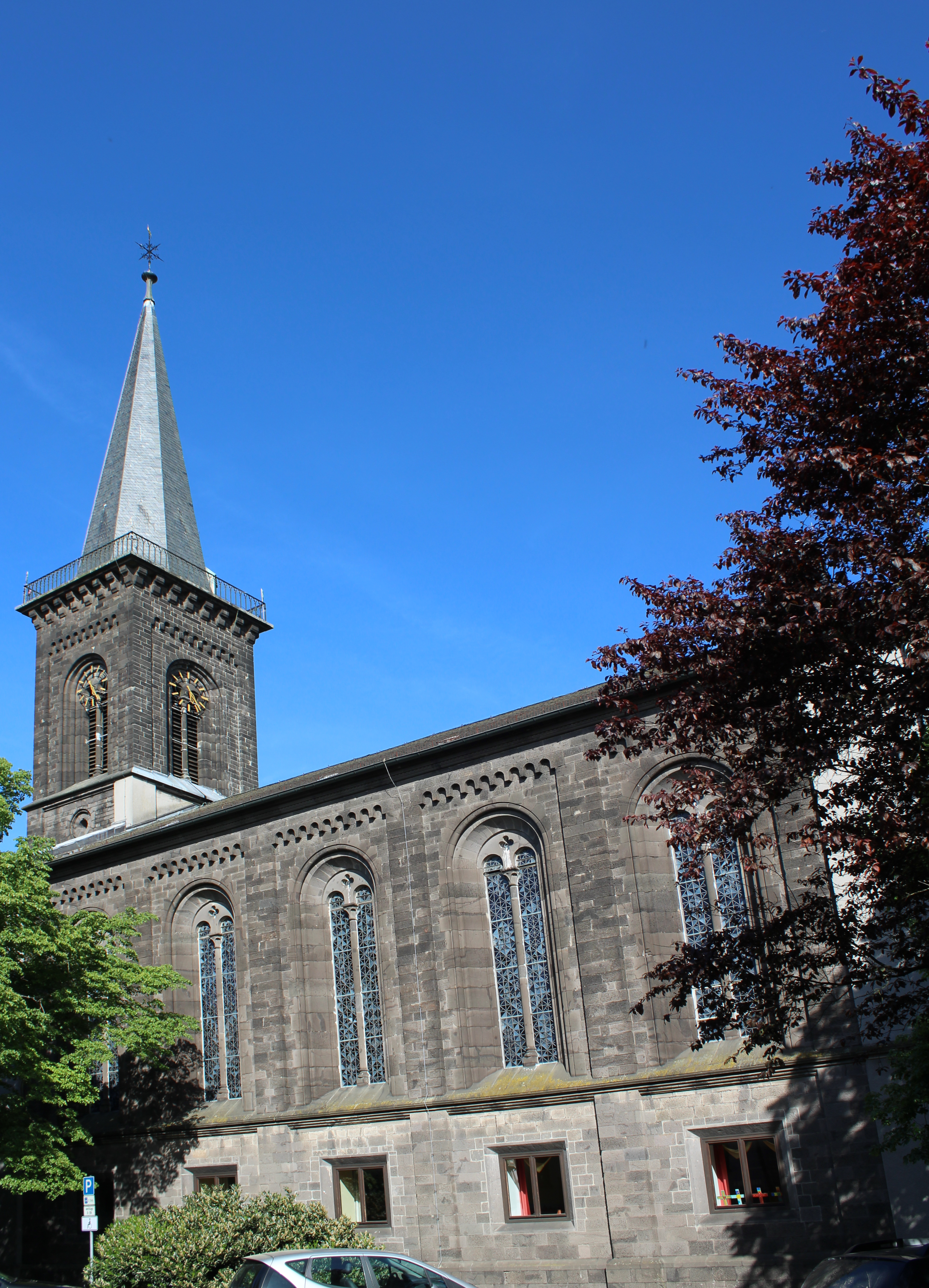
Grünberger Stadtkirche von Westen

Die Evangelische Stadtkirche in Grünberg im Landkreis Gießen (Mittelhessen) ist eine neuromanische Saalkirche. Sie wurde in den Jahren 1846 bis 1853 nach Plänen des Kreisbaumeisters Holzapfel errichtet. Das hessische Kulturdenkmal mit seinem dreigeschossigen Turm, dem ein oktogonaler Spitzhelm aufgesetzt ist, prägt das Stadtbild.

## Geschichte

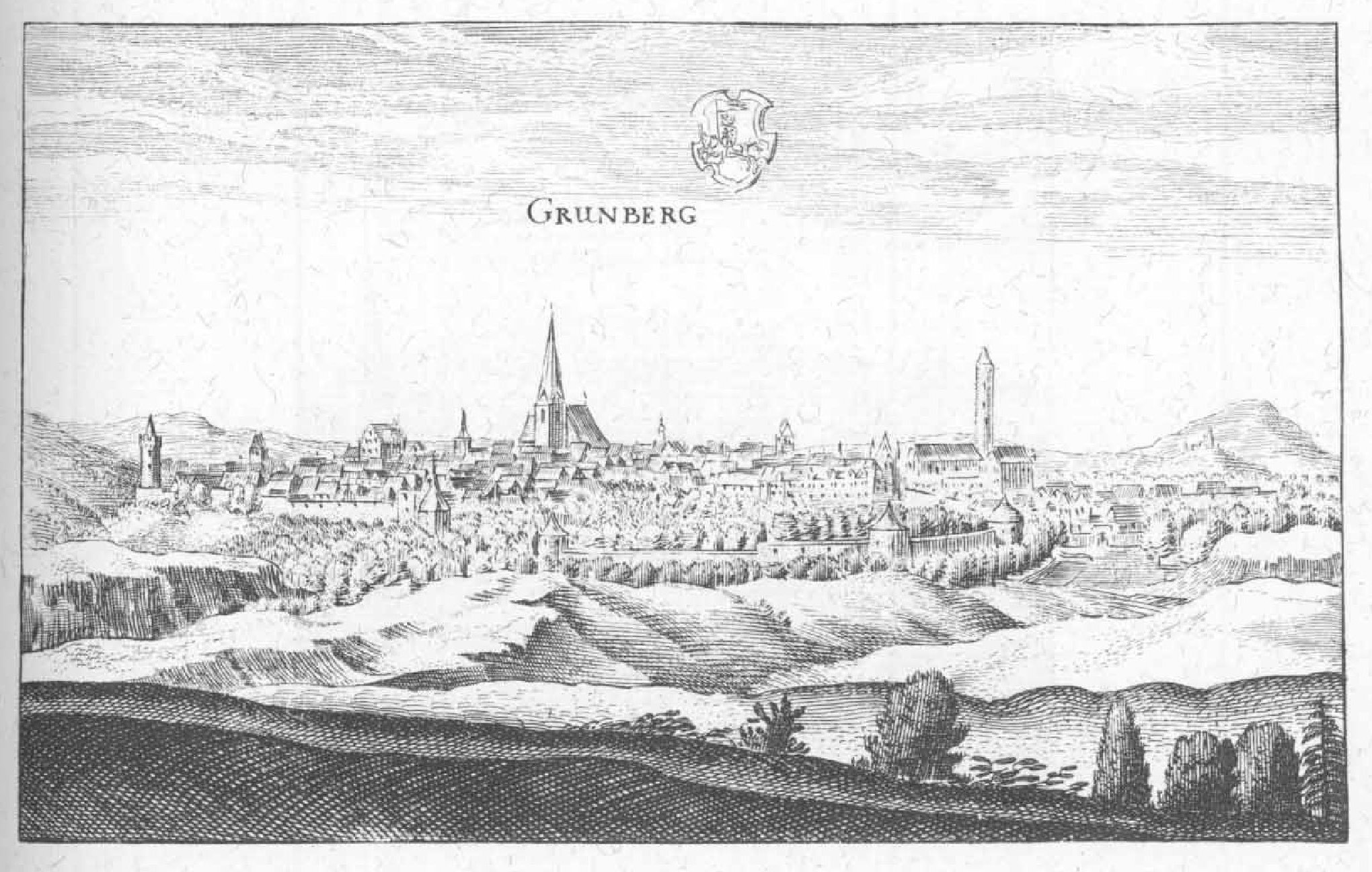
Marienkirche in Grünberg als Vorgängerbau der Stadtkirche

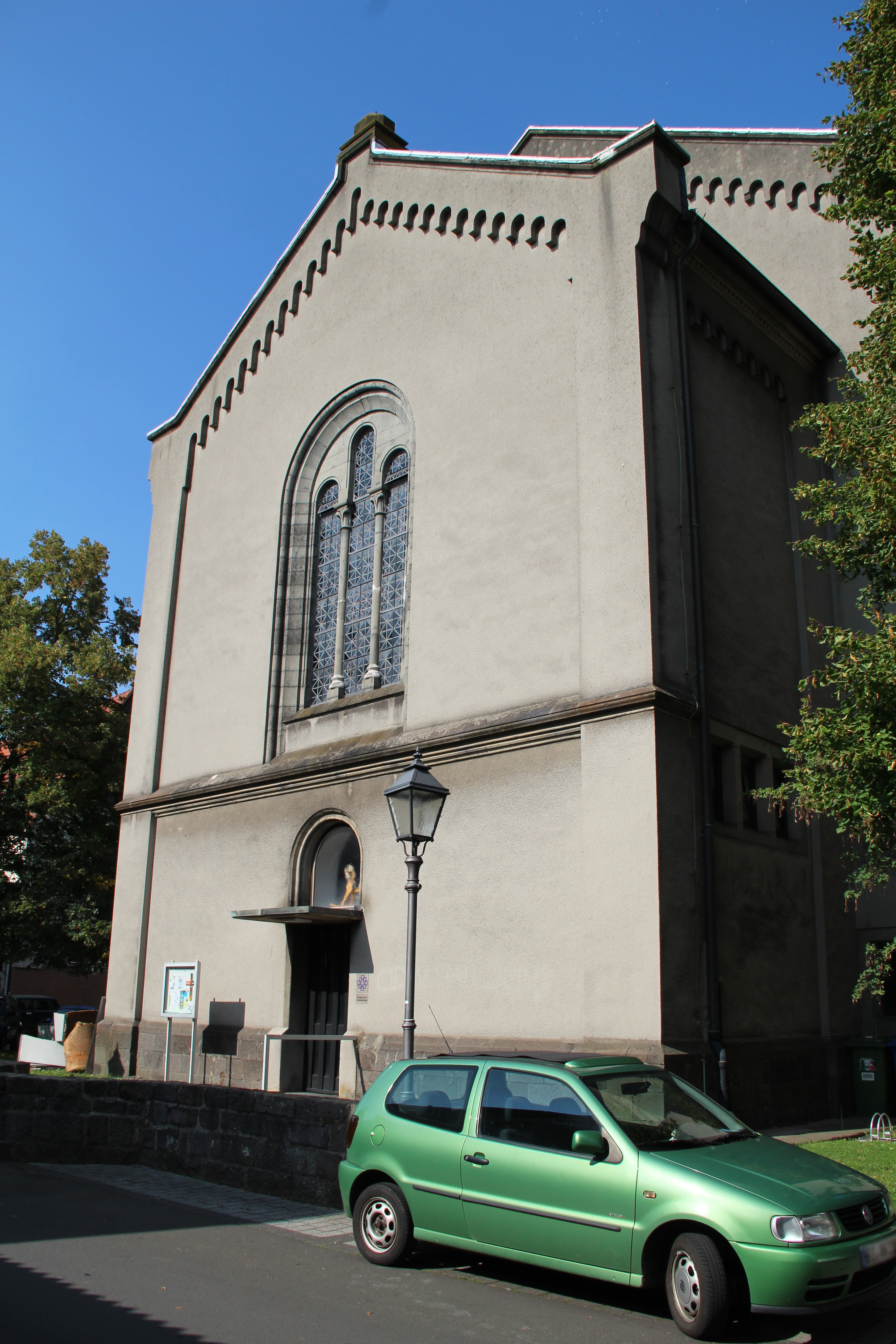
Chor von Süden

Zeitgleich mit der Erhebung Grünbergs zur Stadt im Jahr 1222 wurde mit dem Bau einer gotischen Pfarrkirche begonnen, der im 14. Jahrhundert fertiggestellt wurde. Namentlich werden Pfarrer in den Jahren 1217 und 1234 erwähnt. Das mittelalterliche kreuzförmige Gotteshaus aus Lavatuff mit Vierungsturm, das über acht Altäre verfügte, unterstand dem Patrozinium der Maria und des heiligen Georgs. Es orientierte sich architektonisch an der Marburger Elisabethkirche.
Kirchlich gehörte Grünberg im 15. Jahrhundert zum Archidiakonat St. Johann in der Erzdiözese Mainz. Mit Einführung der Reformation wechselte die Kirchengemeinde im Jahr 1526 zum evangelischen Bekenntnis; als erster lutherischer Pfarrer wirkte hier Johannes Mengel (1527–1531, 1535–1565). Bis auf den Altar vor dem Chor wurden alle anderen Altäre entfernt. Seit 1634 ist Grünberg Sitz eines Dekanats; auch das 2022 aus der Fusion der Der Dekanate Grünberg, Hungen und Kirchberg entstandene Dekanat Gießener Land, das zur Propstei Oberhessen der Evangelischen Kirche in Hessen und Nassau gehört, hat hier seinen Sitz.
Die Marienkirche hatte im Dreißigjährigen Krieg größere Schäden gelitten, die vor allem durch Blitzeinschläge verursacht waren. Im Jahr 1770 stürzten drei Gewölbe nacheinander ganz oder teilweise ein. Aufgrund des baufälligen Zustands wurde 1812 die Orgel ausgelagert und die Kirche geschlossen. Die Gottesdienste fanden über 40 Jahre in der Hospitalkirche statt. Nachdem 1809 bereits einer der vier Vierungspfeiler zerborsten war, schlug Hofkammerrat Hofmann 1815 erforderliche Sicherungsmaßnahmen für den 31 Meter hohen Vierungsturm vor, da „die höchste Gefahr für den Einsturz des Thurmes vorhanden und das Leben vieler Bürger und der Stand der umliegenden Häuser irgend einem ungünstigen Zufalle preisgegeben sei“. Weil die Maßnahmen nicht durchgeführt wurden, stürzte der Turm am 20. März 1816 nachmittags um 14 Uhr in sich zusammen, wodurch große Teile des Kirchenschiffs zerstört wurden. Stehen blieben nur die westlichen Langseiten und die südwestliche Giebelseite mit dem Hauptportal. Nachdem über mehrere Tage seit Anfang März 1816 einzelne Steine aus dem Kreuzgewölbe ins Kirchenschiff gefallen waren, war der Einsturz vorauszusehen und versammelten sich am 20. März einige Hundert Bürger, um das Schauspiel zu verfolgen. Ich Nachhinein wurden neben den Bauschäden die schlechte Bausubstanz aus leicht verwitterndem Tuffstein und der Umstand, dass der Chor nachträglich an das Schiff angebaut worden war, für den Einsturz verantwortlich gemacht. Ein Modell dieser Kirche im Maßstab 1:50 wurde nach alten Bildern und Zeichnungen konzipiert und ist seit 1972 in der Kirche ausgestellt.
Die Ruine der alten Kirche wurde 1839/40 abgetragen. Am 15. Januar 1842 beschloss die baupflichtige Stadt einen Neubau. Aufgrund der schwierigen Verhältnisse in der nachnapoleonischen Zeit verzögerten sich Baubeginn und Baumaßnahmen. Der Beginn der Erdarbeiten für die Grundsteinlegung erfolgte am 21. April 1846. Nach Rückschlägen wurde am 11. April 1848 die Fortsetzung der Arbeit beschlossen. Im Herbst 1849 folgte die Eindeckung des Dachs, am 28. August 1850 die Fertigstellung des Turms, dessen Bekrönung am 12. Oktober 1850 aufgesetzt wurde. Unter großen Opfern entstand das heutige Gebäude nach sieben Jahren Bauzeit. Die Kirche wurde am 28. August 1853 eingeweiht.
Von 1965 bis 1968 folgte eine Umgestaltung des Kircheninneren nach Plänen von Peter Weyrauch, dem damaligen Architekten der Landeskirche. Zudem wurden Dach und Fenster saniert. Der Sockelbereich wurde als Untergeschoss in ein Gemeindehaus umgebaut, Rechteckfenster eingelassen und das Kircheninnere nach der Erhöhung des Fußbodens neu konzipiert. Die Prinzipalstücke Altar, Kanzel und Orgel erhielten neue Standorte. Die Seitenemporen und die Kassettendecke wurden entfernt und die Gemälde umgehängt. Der tiefgreifende Umbau blieb nicht unwidersprochen, führte aber durch die neuen Nutzungsmöglichkeiten zu einer Sicherung des Bestandes.

## Architektur

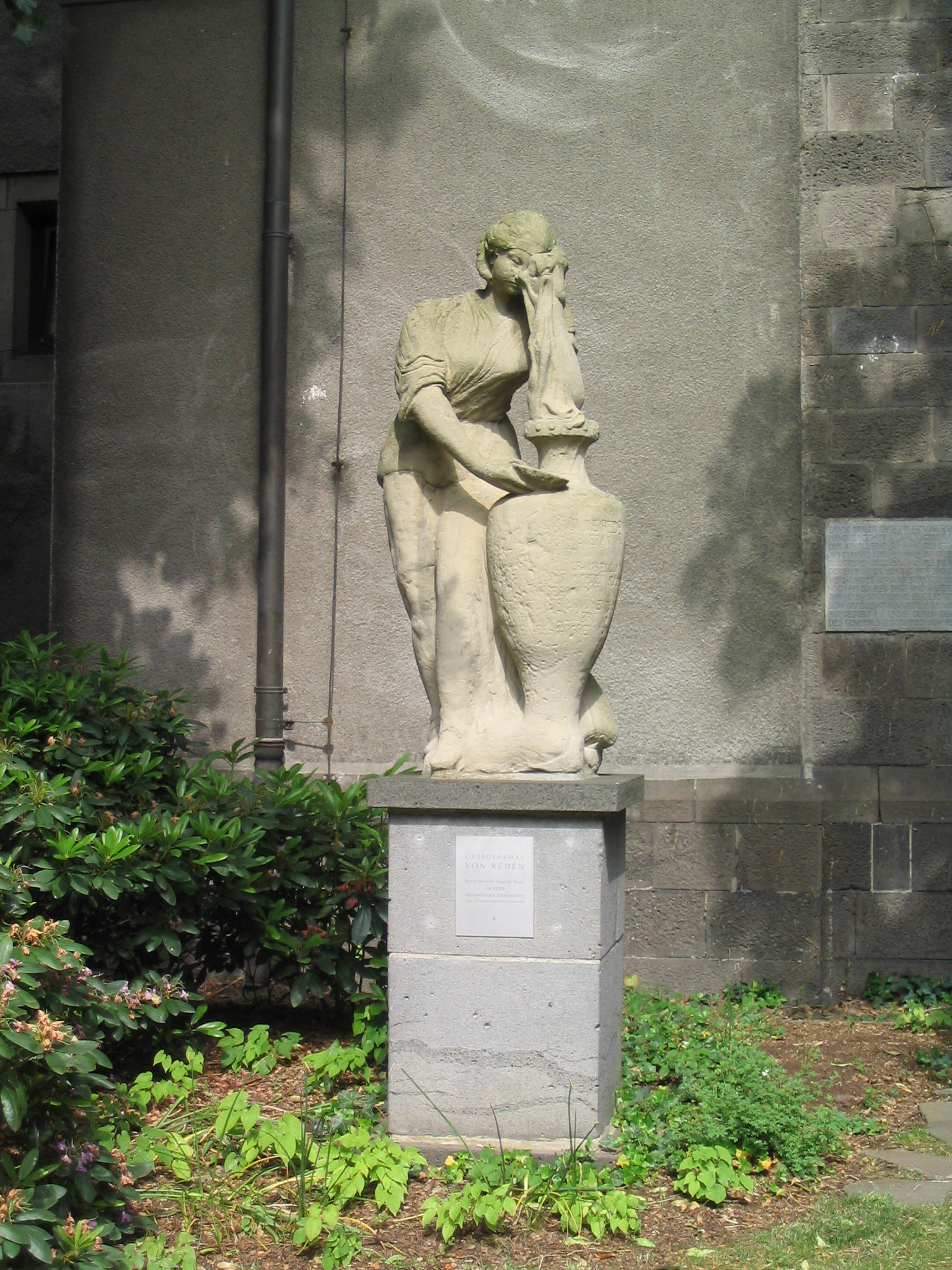
Grabdenkmal im Südosten mit dem „Tränenweibchen“

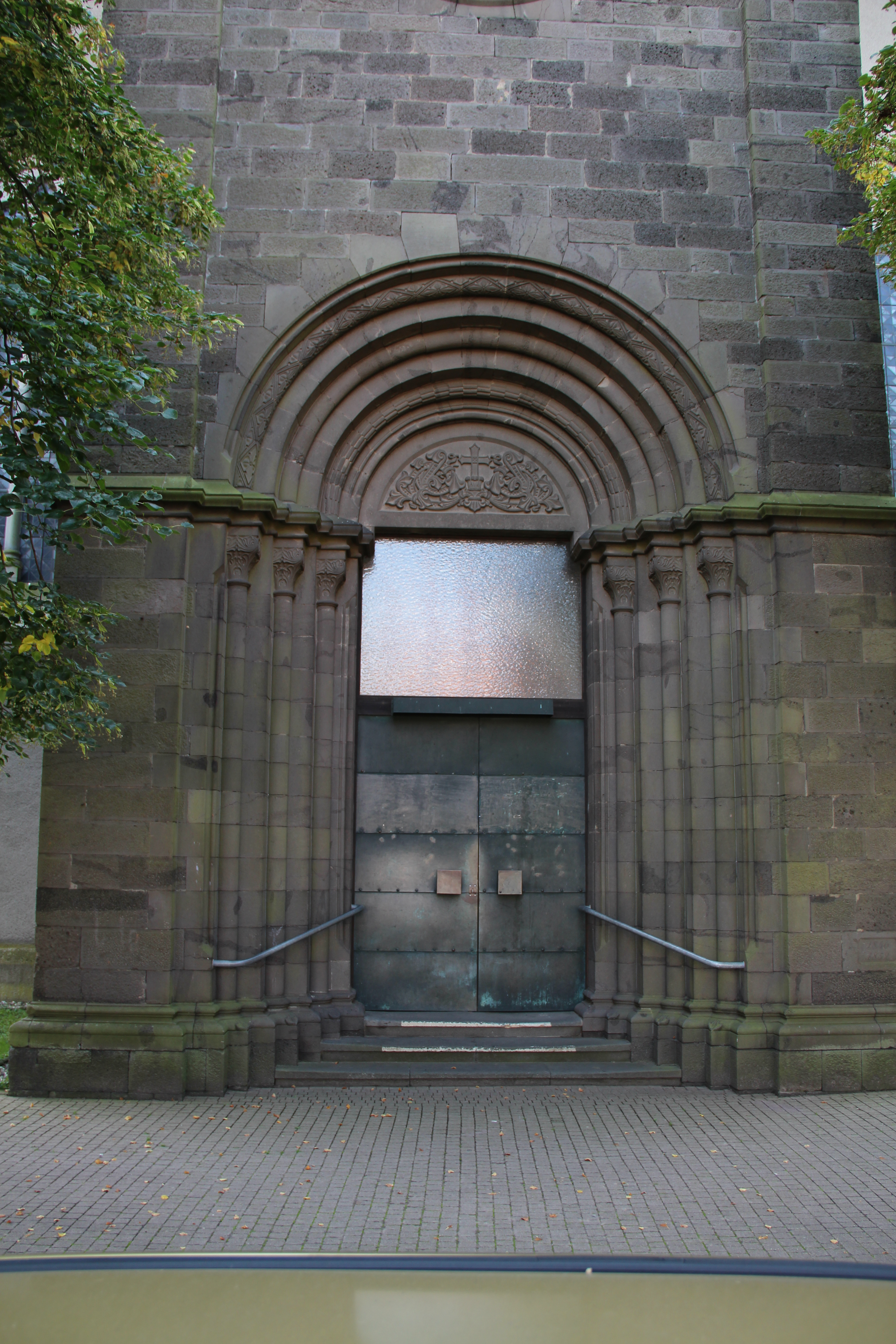
Abgestuftes Turmportal

Die von Nordosten nach Südwesten orientierte, unverputzte Kirche ist im Stadtzentrum aus Londorfer Basaltlava errichtet. Ausgehend von der Neuromanik sollte ein eigener Baustil begründet werden. Die Langseiten werden durch Lisenen, die oben in Rundbogenfriese übergehen, gegliedert und durch ein umlaufendes Kaffgesims in ein Drittel der Wandhöhe geteilt. In den oberen Feldern sind große rundbogige, zweigeteilte Fenster gereiht, in der Sockelzone sind querrechteckige Fenster eingelassen. Beide Giebelseiten haben Ecklisenen, die in ein Rundbogenfries übergehen. Die Nordostseite hat zu beiden Seiten des Turms ein zweibahniges Maßwerkfenster mit Vierpass.
Der Turm auf quadratischem Grundriss im Nordosten ist in das Kirchenschiff eingebunden. Er hat drei gemauerte Geschosse, über denen sich ein achtseitiger Spitzhelm erhebt, der von Turmknopf, Kreuz und Wetterhahn bekrönt wird. Die Gesamthöhe beträgt 53,10 Meter. Ein Umlauf über dem Turmschaft gewährt einen Blick über Stadt und Umland. Das Portal wird an beiden Seiten von einer siebenfach abgestuften Reihe mit drei Dreiviertelsäulen flankiert, auf deren Kapitellen ein vorkragender Architrav ruht. Darüber ist ein siebenfach abgestuftes Tympanon angebracht, das ein von Rankenwerk umgebenes Kreuz zeigt. In der Glockenstube befindet sich in 28 Meter Höhe ein Dreiergeläut mit den Tönen d1, f1 und g1 im Te Deum-Motiv. Die größte der drei Glocken, die alle an gekröpften Jochen hängen, wurde 1602 von Laux Rucker gegossen; die mittlere Glocke goss Dilman Schmid im Jahr 1684 und die kleinste stammt aus dem Jahr 1949 von den Gebr. Rincker.
Der eingezogene Chor im Südwesten hat Ecklisenen mit einem Rundbogenfries. Die rechteckige Eingangstür zum Gemeinderaum hat ein schlichtes Vordach, über dem ein Rundbogenfenster eingelassen ist. Ein dreibahniges Rundbogenfenster in einer Rundbogenblende belichtet den Chorraum. Die Fenster haben Buntglas, das aus Dreiecken zusammengesetzt ist. Die Fensterscheiben der Langseiten werden von Grautönen beherrscht, während sich der Chorbereich in warmen Rottönen abhebt und die Aufmerksamkeit des Gottesdienstbesuchers auf Wort und Sakrament lenkt.
Vor der Südseite ist eine Grabdenkmal für den 1761 General Ernst Friedrich von Reden aufgestellt, der im Siebenjährigen Krieg bei Atzenhain tödlich verletzt wurde. Die Statue mit dem „Tränenweibchen“ ist eine Kopie des 1770 geschaffenen Originals von Samuel Nahl, das im Grünberg „Barfüßerkloster“ aufgestellt ist. Im weitläufigen Pfarrgarten wurden 2015 Grabplatten mit Bezug zum Grafengeschlecht Ysenburg gefunden.

## Ausstattung

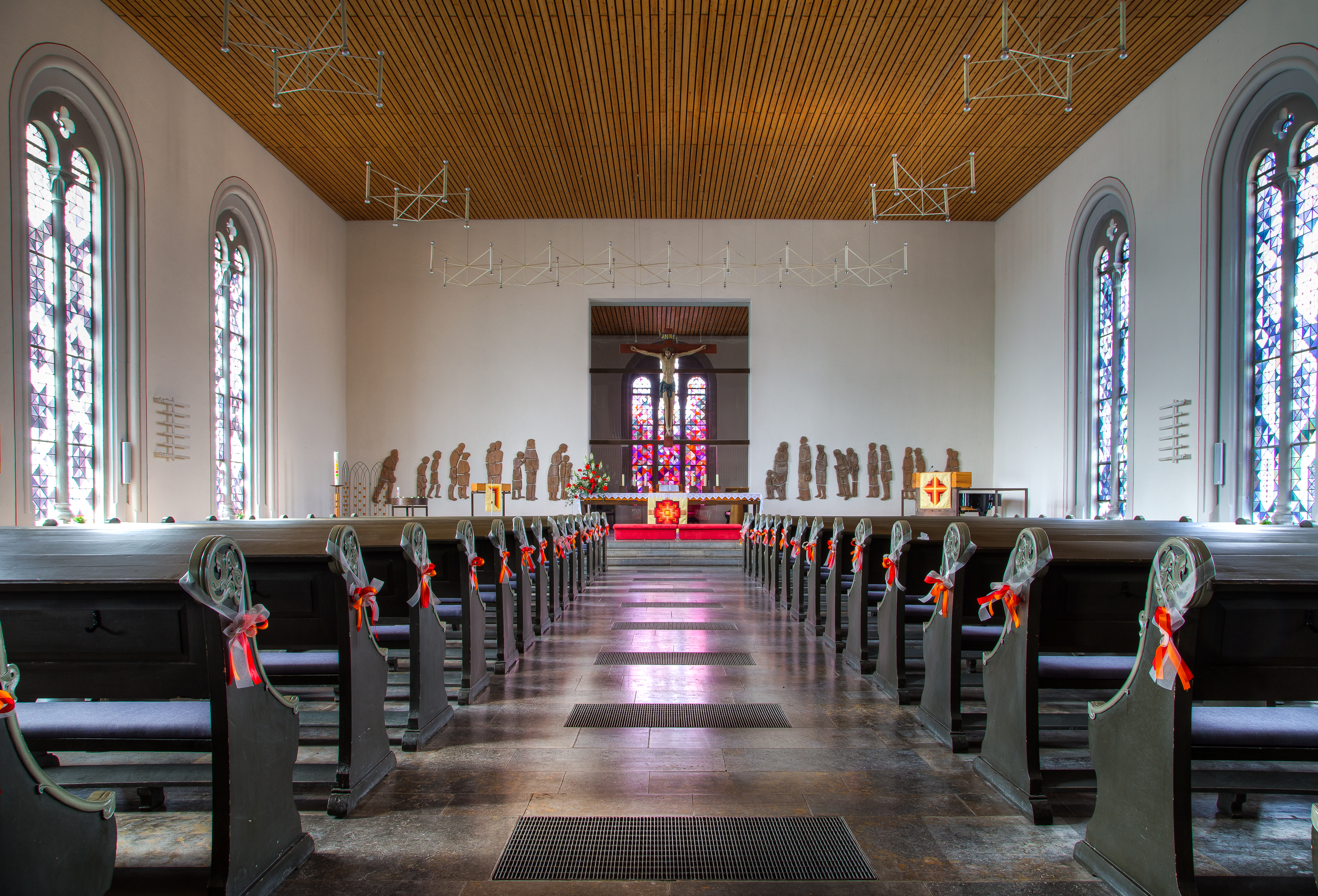
Blick nach Südwesten zum Chor

Der schlicht gestaltete Innenraum wird durch eine Flachdecke abgeschlossen, die mit Holzpaneelen verkleidet ist. Die Unterseite der Orgelempore im Nordosten hat dieselbe Verkleidung, während die Brüstung lamellenartige Holzleisten aufweist. Der Eingangsbereich unter der Empore ist durch eine Glasfront abgetrennt und gewährt über eine Treppe den Aufgang zur Orgelempore. Aus der eingestürzten Marienkirche wurde eine hölzerne Bündelsäule mit verziertem Kapitell unter der Empore angebracht. Neben der Eingangstür ist eine holzgeschnitzte Madonna mit dem Kind aufgestellt. Die Ausstattungsgegenstände sind funktional und stammen fast alle aus der Zeit der Innenrenovierung Ende der 1960er Jahre. An Vasa sacra sind zwei spätgotische Abendmahlskelche sowie zwei silberne Weinkannen und eine Hostiendose mit dem Wappen derer von Isenburg-Büdingen aus dem 17. Jahrhundert erhalten.
Seit dieser tiefgreifenden Renovierung ist das Konzept der Predigtkirche mit Altar, Kanzel und Orgel auf der Mittelachse aufgegeben. Eine große eingezogene Rechtecköffnung verbindet das Langhaus mit dem Chor. Der Altarbereich ist um drei Stufen erhöht. Der breite Altartisch ist vor dem Chor aufgestellt und nimmt die gesamte Breite der Öffnung ein. Vor der Öffnung hängt ein großes hölzernes Kruzifix des Dreinageltypus mit der Kreuzesinschrift INRI aus der Zeit um 1500, das früher in der Grünberger Hospitalkirche hing. Auf beiden Seiten der Öffnung sind steinerne Flachreliefs angebracht, die Menschen zeigen, die in Richtung Mitte gehen. Die Kanzel hat ihren Aufstellungsort in der Westecke und die neue Orgel auf der Nordostempore gefunden. Die beiden großen, rundbogigen Gemälde von Carl Geist aus dem Jahr 1908 hängen seitdem im „Raum der Stille“ hinter dem Altar. Sie zeigen Jesus in Gethsemane und Jesu Auferstehung und flankierten bis dahin die Orgel. Das von der Grünberger Chorgemeinschaft gestiftete Lutherbild ist im Eingangsbereich zwischen zwei Liedertafeln von 1853 angebracht. Davor steht eine eisenbeschlagene Geldkiste aus gotischer Zeit. Das hölzerne Gestühl in olivgrauer Fassung mit geschwungenen Wangen stammt als einziger Einrichtungsgegenstand noch aus der Erbauungszeit der neoromanischen Kirche. Es lässt einen Mittelgang frei und bietet etwa 600 Besuchern Platz.

## Orgel

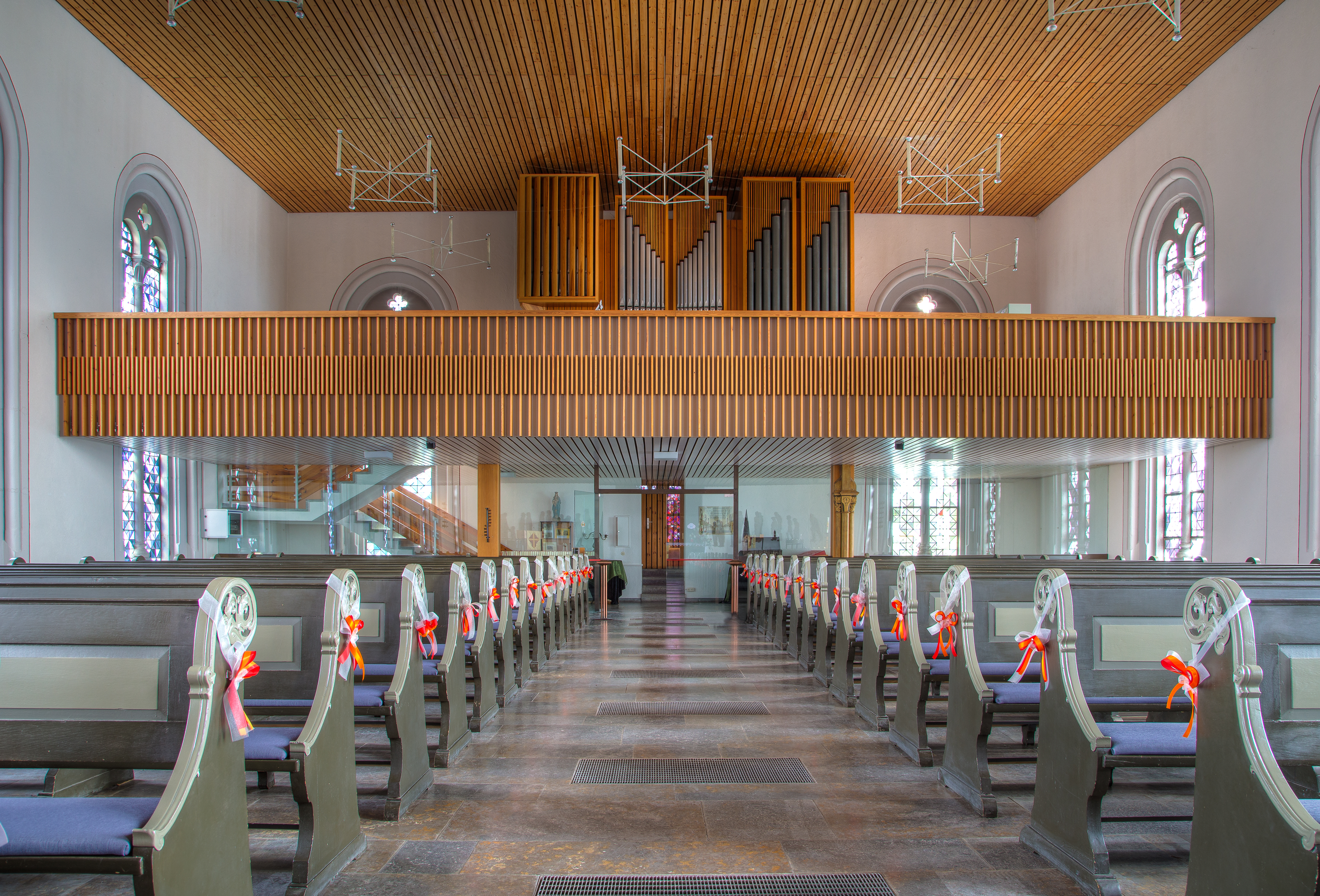
Blick nach Nordosten zu Orgelempore

Caspar Schütz aus Laubach baute im Jahr 1593 für fl. 520 eine Orgel. Georg Henrich Wagner reparierte das Instrument 1681, das 1703 durch eine neue Orgel mit zwölf Registern von Florentinus Wang aus Lützenburg ersetzt und 1812 in die Hospitalkirche umgesetzt wurde. Für den Kirchenneubau baute Friedrich Wilhelm Bernhard ein seitenspieliges Instrument mit 25 Registern, die auf zwei Manuale und Pedal verteilt waren. Die Licher Firma Förster & Nicolaus Orgelbau schuf 1969 eine neue zweimanualige Orgel mit 23 Registern. Die Disposition lautet wie folgt:
| I Hauptwerk C–g3 |       |
| Prinzipal        | 8′    |
| Gedackt          | 8′    |
| Octave           | 4′    |
| Gemshorn         | 4′    |
| Quinte           | 2 ⁄3′ |
| Octave           | 2′    |
| Mixtur IV–VI     | 2′    |
| Trompete         | 8′    |

| II Schwellwerk C–g3 |       |
| Rohrflöte           | 8′    |
| Prinzipal           | 4′    |
| Waldflöte           | 2′    |
| Sesquialtera II     | 2 ⁄3′ |
| Scharff III–IV      | 1⁄2′  |
| Fagott              | 16′   |
| Oboe                | 8′    |
| Tremulant           |       |

| Pedal C–f1   |     |
| Prinzipal    | 16′ |
| Oktave       | 8′  |
| Gedacktbass  | 8′  |
| Hohlflöte    | 4′  |
| Feldpfeife   | 1′  |
| Hintersatz V | 4′  |
| Posaune      | 16′ |
| Trompete     | 4′  |

## Pfarrer
- Karl Steinberger (1837 bis 1857 Pfarrer in Grünberg)